# Łukasz Szczoczarz
Łukasz Szczoczarz (ur. 19 stycznia 1984 w Rzeszowie) – polski piłkarz grający na pozycji napastnika.
Wychowanek Stali Rzeszów. Był zawodnikiem drugoligowego Okocimskiego KS Brzesko. Przeszedł do niego z Cracovii. Rozegrał 37 spotkań w ekstraklasie, strzelając w nich 3 bramki. Zadebiutował w dniu 30 lipca 2004 r., w meczu pomiędzy drużynami Cracovii a Zagłębia Lubin, wygranym przez drużynę z Krakowa 5:2. W klubie był od czerwca 2007. Od 2009 do 2013 był zawodnikiem LKS Nieciecza. Od lipca 2013 ponownie zawodnik Stali Rzeszów. W czerwcu 2016 przeszedł do Izolatora Boguchwała.